# أحمد الهاشم (سباح)
أحمد الهاشم (مواليد مدینة الخبر، من محافظة الأحساء) سباح سعودي

## البطولات التي شارك فيها
- منافسات البطولة العربية
  - بطولة الخلیج بقطر 2011
  - بطولة دبي الدولية 2014 م مسجلًا رقم شخصي جدید حیث قطع مسافة 200 م حرة بزمن 90:4:2 دقیقة [1]
  - بطولة مجلس التعاون الخليجي الـ 24 بمسبح النادي العربي بالكويت سنة 2014 [2]
  - البطولة الخليجية الـ25 للألعاب المائية - الدمام 2015.[3]
  - البطولة الخليجية الـ26 للألعاب المائية - الدمام 2016.[4]
  - البطولة العربية الرابعة بتونس 2018.[5]

## الميداليات والجوائز الحاصل عليها
النتائج والميداليات التي حققها أحمد الهاشم في مختلف المنافسات الرياضية:
- المركز الثاني في 400 متر حرة في بطولة الخلیج بقطر عام 2011
- المركز الثالث في 200 متر حرة في بطولة الخلیج بقطر عام 2011
- المركز الثاني في سباق 200 متر سباحة حرة، بطولة مجلس التعاون الخليجي الـ 24 سنة 2014.[2]
- المركز الثاني في سباق 100 متر سباحة ظهر، بطولة مجلس التعاون الخليجي الـ 24 سنة 2014.[2]
- الميدالية الذهبية سباق 1500 متر سباحة حرة، أولمبياد الخليج 2015
- المركز السادس في نهائي 200 متر حرة بزمن 1:58:59، البطولة العربية الرابعة بتونس 2018.[5]
- المركز الثالث والميدالية البرونزية لسباق (800) م حرة، البطولة الخليجية الـ26 للسباحة.[4]
- المركز الثالث والميدالية البرونزية لسباق (400)م حرة للكبار، البطولة الخليجية الـ26 للسباحة.[4]

## وصلات خارجية
- ملخص مسيرة أحمد الهاشم على يوتيوب
- نبذة عن البطل أحمد الهاشم على يوتيوب